# Gérard Saint
Gèrard Saint (Argentan, 11 luglio 1935 – Saint-Galmier, 16 marzo 1960) è stato un ciclista su strada e pistard francese.
Professionista dal 1956 al 1960, conta  una vittoria di tappa al Tour de France, oltre ad una Boucle de l'Aulne e a un Giro del Lussemburgo.

## Carriera
Sotto contratto con Arliguie-Hutchinson, entrò nei professionisti nel entrato a far parte di fatto Saint-Raphael-Geminian . Ben presto, Paul Ruinart del Vélo Club de Levallois (VCL) lo incoraggiò a cimentarsi nell'attività su pista. A marzo si classificò secondo al Critérium de L'Écho d'Alger dietro a Jean Stablinski.
Fu quindi sedicesimo alla Vuelta a Espana nel 1958, e nono al Tour de France del 1959, dove vinse la maglia della combattività.

## La morte
Nel 1960, mentre guidava la sua Citroën DS nei pressi di Le Mans, Saint si schiantò contro un albero e morì sul colpo.

## Palmarès

### Strada
- 1957

Giro del Lussemburgo
Tour delle tre province
- 1958

Boucle de l'Aulne
- 1959

Manche Ocean

## Piazzamenti

### Grandi Giri
- Tour de France

1959: 9º
- Vuelta a España

1959: 6º

### Classiche monumento
- Milano-Sanremo

1957: 31º
- Parigi-Roubaix

1958: 25º
- Liegi-Bastogne-Liegi

1957: 15º
- Giro di Lombardia

1958: 59º
1959: 21º